# Somewhere Back in Time
Somewhere Back in Time - The Best of: 1980 - 1989 es un álbum recopilatorio de la banda de heavy metal británico Iron Maiden, conteniendo una selección de canciones de sus ocho primeros álbumes (incluido Live After Death).
No usaron ninguna grabación de Paul Di'Anno porque preferían presentar a su actual vocalista Bruce Dickinson.
En la portada del álbum destaca el monumento del faraón Eddie the Head de Powerslave y el Cyborg Eddie de Somewhere in Time. Además, el logo de Iron Maiden es coloreado en azul con un contorno de oro - los mismos colores usados en Seventh Son of a Seventh Son. Es la última portada que el dibujante Derek Riggs, creador de Eddie the Head, hizo para la banda.

## Lista de canciones
| N.º     | Título                              | Álbum musical                | Duración |  |
| 1.      | «Churchill's speech (intro)»        | Live After Death             | 0:49     |  |
| 2.      | «Aces High» (en directo)            | Live After Death             | 4:36     |  |
| 3.      | «2 Minutes to Midnight»             | Powerslave                   | 6:00     |  |
| 4.      | «The Trooper»                       | Piece of Mind                | 4:11     |  |
| 5.      | «Wasted Years»                      | Somewhere in Time            | 5:06     |  |
| 6.      | «Children of the Damned»            | The Number of the Beast      | 4:35     |  |
| 7.      | «The Number of the Beast»           | The Number of the Beast      | 4:53     |  |
| 8.      | «Run to the Hills»                  | The Number of the Beast      | 3:53     |  |
| 9.      | «Phantom of the Opera» (en directo) | Live After Death             | 7:21     |  |
| 10.     | «The Evil That Men Do»              | Seventh Son of a Seventh Son | 4:34     |  |
| 11.     | «Wrathchild» (en directo)           | Live After Death             | 2:54     |  |
| 12.     | «Can I Play with Madness»           | Seventh Son of a Seventh Son | 3:31     |  |
| 13.     | «Powerslave»                        | Powerslave                   | 6:48     |  |
| 14.     | «Hallowed Be Thy Name»              | The Number of the Beast      | 7:21     |  |
| 15.     | «Iron Maiden» (en directo)          | Live After Death             | 4:20     |  |
| 1:10:53 |                                     |                              |          |  |

## Integrantes
- Steve Harris - bajo y teclado en (canciones 10 y 12)
- Bruce Dickinson - voz
- Dave Murray - guitarra
- Adrian Smith - guitarra
- Nicko McBrain - batería
- Clive Burr - batería en (canciones 6, 8, 14)